# Eppendorf (provetta)

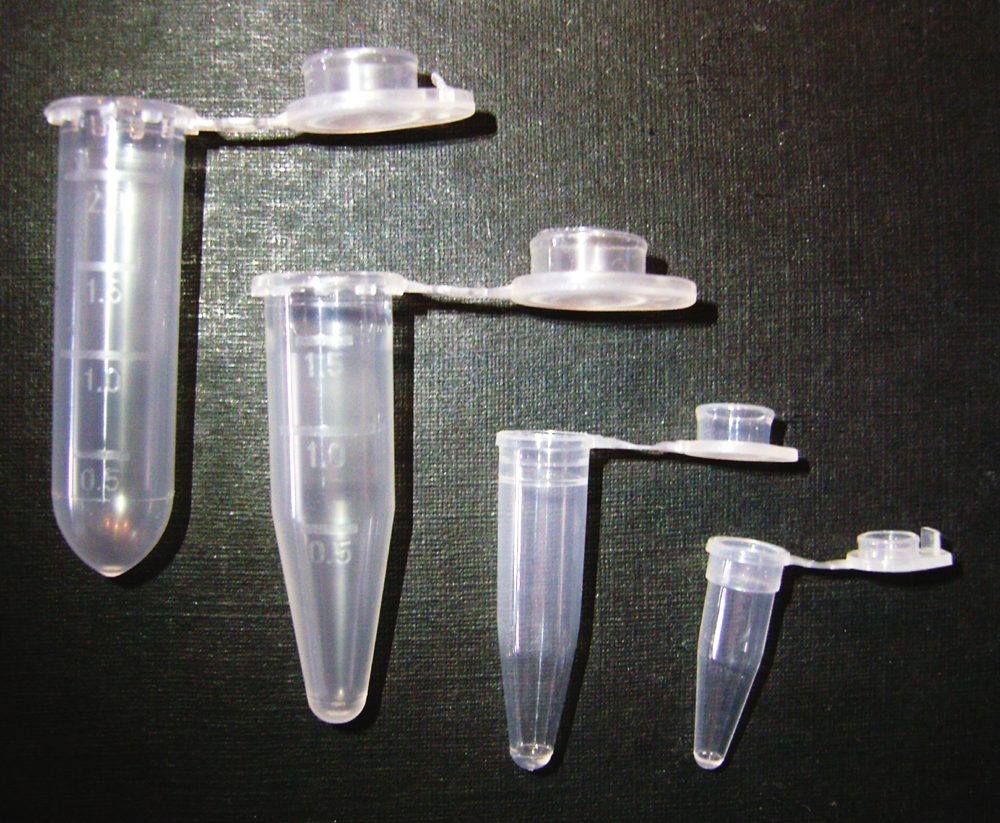
Provette eppendorf: 2 ml, 1,5 ml, 0,5 ml, 0,2 ml

Per provetta eppendorf, o semplicemente eppendorf, si intende una provetta da centrifuga della dimensione variabile dai 250 μL ai 2.0 mL.
Sono spesso usate come provette monouso per piccole quantità di liquido in alternativa alle provette di vetro, in quanto considerate materiale a basso costo da non riutilizzare.
Sono realizzate in polipropilene; per questo possono essere utilizzate in un ampio intervallo di temperature e con solventi organici, come ad esempio il cloroformio.
Il nome deriva dalla industria Eppendorf, uno dei più importanti produttori di questo materiale da laboratorio.